# Tiszabercel
Tiszabercel är en ort i Ungern.   Den ligger i provinsen Szabolcs-Szatmár-Bereg, i den nordöstra delen av landet, 210 km öster om huvudstaden Budapest. Tiszabercel ligger 100 meter över havet och antalet invånare är 2 047.
Terrängen runt Tiszabercel är mycket platt. Runt Tiszabercel är det ganska tätbefolkat, med 70 invånare per kvadratkilometer. Närmaste större samhälle är Ibrány, 5,3 km sydost om Tiszabercel. Omgivningarna runt Tiszabercel är en mosaik av jordbruksmark och naturlig växtlighet.